# Novial
El novial és una llengua planificada creada amb l'objectiu de facilitar la comunicació internacional sense desplaçar la llengua materna de ningú. Fou creada pel lingüista danès Otto Jespersen l'any 1928 que prèviament estigué involucrat en la creació de la interlingua. El seu vocabulari està basat fonamentalment en llengües germàniques i romàniques i la seva gramàtica té una gran influència de l'anglès. L'idioma fou introduït en el llibre de Jespersen An International Language i fou actualitzat amb un lèxic l'any 1930 però entrà en decadència amb la mort de l'autor l'any 1943. Als anys 1990 visqué un resorgiment impulsat per internet.